# Kees Vlaardingerbroek
Leo Cornelis (Kees) Vlaardingerbroek (Ermelo, 9 juni 1962) is een Nederlands musicoloog en voormalig artistiek leider van de Zaterdagmatinee op NPO Radio 4.

## Loopbaan
Vlaardingerbroek behaalde zijn doctoraal muziekwetenschap aan de Rijksuniversiteit Utrecht in 1986.
Hij was muziekjournalist voor de tijdschriften Vrij Nederland, Luister, Mens en Melodie. Vlaardingerbroek publiceerde twee wetenschappelijke artikelen in Informazioni e studi vivaldiani. In 1991 werd zijn studie over het reisdagboek van Jan Alensoon in Music & Letters gepubliceerd. Samen met Rudolf Rasch was Vlaardingerbroek co-redacteur van een boek over Unico Wilhelm van Wassenaer.
Na werkzaamheden als radioprogrammeur en redacteur bij de VARA-Matinee (later de Zaterdagmatinee bij de NTR tussen 1990-1996) was Vlaardingerbroek programmeur-producer voor de klassieke-muziekconcerten van de AVRO (1996-1998). In de periode 1998-2006 was hij als Hoofd Programmering en Artistiek Manager verbonden aan het concertgebouw, poppodium en congrescentrum De Doelen in Rotterdam.
Vanaf 1 maart 2006 was Vlaardingerbroek artistiek leider van de Zaterdagmatinee, een wekelijkse concertserie in het Koninklijk Concertgebouw in Amsterdam. In 2019 liet hij zich kritisch uit over de opkomst van cultuurrelativisme, neoliberalisme en identiteitspolitiek in de muziekwereld. Op 1 maart 2023 vertrok Vlaardingerbroek per direct bij de ZaterdagMatinee. Vlaardingerbroek voerde als reden aan dat de NTR-leiding niet zou zijn ingegaan op zijn voorstellen rondom het programmeerbudget. De NTR-leiding sprak tegen dat zij doof zouden zijn geweest voor Vlaardingerbroeks suggesties.

## Persoonlijk
Vlaardingerbroek is de vader van de opiniemaakster Eva Vlaardingerbroek. In april 2023 bekeerden zij zich beiden tot het rooms-katholicisme.